# Норман Герас
Норман Герас (англ. Norman Geras, 25 серпня 1943 — 18 жовтня 2013) — політичний теоретик, дослідник творчості Карла Маркса та Рози Люксембург, професор політології в університеті Манчестера.

## Життєпис
Народився в Булавайо, Південна Родезія, в єврейській сім'ї. Переїхав до Великої Британії 1962 року, навчався в Пембрук-коледжі Оксфорду, який закінчив у 1965 році. В 1965—1967 роках був аспірантом у Наффілд-коледжі Оксфорду, з 1967 року почав викладати в університеті Манчестера.
Був членом редколегії New Left Review в 1976—1992 роках та Socialist Register в 1995—2003 рр. З 2003 року — професор-емерит. Після виходу на пенсію почав вести блог, зосереджений на політичних питаннях, зокрема вторгненні в Ірак (яке він підтримав), його наукових інтересах, та низці інших тем — популярній музиці, крикеті й фільмах. У 2006 році став одним із основних авторів Euston Manifesto.
Одружився з дитячою письменницею Адель Герас в 1967 році. Одна з їхніх дочок, Софі Ганна — поетеса.

### Книжки
- 1976: The Legacy of Rosa Luxemburg
- 1983: Marx and Human Nature: Refutation of a Legend
- 1986: Literature of Revolution: Essays on Marxism
- 1990: Discourses of Extremity
- 1995: Solidarity in the Conversation of Humankind: Ungroundable Liberalism of Richard Rorty
- 1997: The Ashes '97: The View from the Boundary (with Ian Holliday and Tom Jenkins, Illustrator)
- 1998: The Contract of Mutual Indifference: Political Philosophy After the Holocaust
- 2000: Enlightenment and Modernity (edited by Geras and Robert Wokler)
- 2002: Men of Waugh: Ashes 2001
- 2011: Crimes against humanity: Birth of a concept

### Переклади українською
- Роза Люксембург: варварство і колапс капіталізму [Архівовано 8 квітня 2018 у Wayback Machine.] // Спільне. — 2 березня 2011